# 玖村修平
玖村 修平（くむら しゅうへい、1996年9月4日 - ）は、日本の男性キックボクサー。K-1ジム五反田チームキングス所属。第6代Krushフェザー級王者。
大阪府堺市出身。

## 来歴
- 幼少期からK-1に憧れ、実弟の玖村将史と共に空手を始める。キックボクシング転向後は弟・将史と2人でミット打ちやスパーリングするという環境で練習を続けながら、キックボクシング団体の王座を獲得した。

### Krush参戦
- 2018年6月30日 - Krush.89にて小倉尚也戦でKrushデビュー。弟・将史と同時に出場となった。結果は2-0の判定でKrushデビュー戦を勝利で飾った。
- 2018年8月18日 - Krush.92にて山脇魁斗から3-0の判定勝ち。
- 2018年12月8日 - K-1 WORLD GP 2018 JAPANにてK-1デビュー。スーパーファイトで林健太の弟である林勇汰対戦も1R中に林の頭部がバッティングとなってしまう。これにより右目上がザックリと切れてしまい、偶発性によるバッティングのため試合不成立でノーコンテストとなった。
- 2019年3月10日 - K-1 WORLD GP 2019 JAPAN ～K'FESTA.2で当時無敗の金子晃大と対戦。2ラウンドに左ボディフックでダウンを奪われてしまうも、直後にバックブローを直撃させダウンを奪い返す。ふらつく金子相手にパンチをまとめ2度目のダウンを奪いラウンド終了。優勢かと思われたが第3ラウンドは金子の反撃に会い、ダウン数では上回っていたが3者が27-27のドローで延長戦へ突入となった。延長では金子に押し切られ3者9-10で判定負けを喫した。
- 2019年6月30日-K-1 WORLD GP 2019 JAPAN -にてスーパー・バンタム級世界最強決定トーナメントに弟・将史ともに参戦。1回戦でサデック・ハシミと対戦し3RKO勝ち。準決勝では優勝候補武居由樹と対戦し1RKO負けに終わった。
- 2019年10月13日-Krush.106でのちのK-1王者軍司泰斗と対戦。2Rに左ボディでダウンを奪われ判定負け。
- 2019年12月には璃明武との対戦が決定していたが、練習中に目の違和感を訴え医師の診察を受けたところ、全治3ヶ月の網膜剥離と診断され大会を欠場。長期欠場を余儀なくされた。

### 網膜剥離からの復帰、Krush王座へ
- 2020年9月26日 - Krush.117で階級をフェザー級へ上げ同級王座決定トーナメントへ参戦。1回戦で秀樹と対戦し3RKO勝ち。見事復活を果たした。[1]
- 2020年11月27日 - Krush.119にてフェザー級王座決定トーナメント準決勝で新美貴士と対戦。新美の3ラウンド常に前進し続ける新スタイルに苦しみ3-0の判定負け。
- 2021年3月28日 - K-1 WORLD GP 2021 JAPAN ～K’FESTA.4 Day.2～で鷹大と対戦し3者30-28の判定で勝利、連敗を脱した。
- 2021年5月30日 - K-1 WORLD GP 2021 JAPANに２大会連続参戦。K-1フェザー級王者椿原龍矢とスーパーファイトで対戦するも判定負け。
- 2021年12月4日-K-1 WORLD GP 2021 JAPAN～スーパー・ウェルター級＆フェザー級ダブルタイトルマッチ～で才賀紀左衛門と対戦し、豪快な右ストレートで1RKO勝ち。[2]
- 2022年2月27日-K-1 WORLD GP 2022 JAPAN ～第3代スーパー・バンタム級王座決定トーナメント～で小澤海斗と対戦し判定勝ち。
- 2022年5月21日-Krush.137にてトーナメントで敗戦した新美貴仁とフェザー級タイトルマッチで対戦。ここまで3度の防衛を記録していた新美相手に一歩も引かず判定勝利を収め、第6代Krushフェザー級王座を戴冠した。
- 2022年8月11日-K-1 WORLD GP 2022 JAPAN～K-1フェザー級世界最強決定トーナメント～に参戦し、1回戦の相手は前回のトーナメント準優勝のジャオスアヤイ・ソー.デッチャパンとなった。1R終了間際、右ハイキックでダウンを奪うと、2Rにジャオスのミドルに対し左ストレートで1ダウン、立ち上がったところにパンチの連打をまとめて2ダウン。2RKO勝ちを収めた。準決勝では軍司と約3年ぶりの再戦となったが、終始圧力をかけてくる軍司の猛攻を受け、ゴングと同時にレフェリーストップによるKO負けとなった。
- 2022年12月3日-K-1 WORLD GP 2022 JAPAN～初代バンタム級王座決定トーナメント～にて8月のトーナメント準優勝の斗麗と対戦。1,2ラウンドで1度ずつダウンを奪われ判定負け。

### Krush王座陥落とKNOCK OUTへの参戦
- 2023年3月25日-Krush.147では森坂陸とのフェザー級王座の初防衛戦が組まれた。1Rにバックブローからの連打を浴びダウン。ダウンかスリップか微妙な形であったためリプレイ検証が行われたが、判定は変わらなかった。結局はこのダウンが響き3-0で判定負け、王座陥落となった。
- 2023年9月16日 - KNOCK OUTへ初参戦。RIZINにも参戦経験のある栗秋祥梧とKNOCK OUT-BLACKフェザー級で対戦した。1Rに右カーフで攻め玖村ペースになったかと思われたが、栗秋の左フックがテンプルを直撃。立ち上がることができずKO負けとなった。

## 戦績

### プロキックボクシング
| キックボクシング 戦績 | キックボクシング 戦績 | キックボクシング 戦績 | キックボクシング 戦績 | キックボクシング 戦績 | キックボクシング 戦績 | キックボクシング 戦績 |
| --------------------- | --------------------- | --------------------- | --------------------- | --------------------- | --------------------- | --------------------- |
| 35 試合               | (T)KO                 | 判定                  | その他                | 引き分け              | 無効試合              |                       |
| 21 勝                 | 10                    | 10                    | 0                     | 0                     | 1                     |                       |
| 13 敗                 | 3                     | 10                    | 0                     | 0                     | 1                     |                       |

| 勝敗 | 対戦相手                          | 試合結果                          | 大会名                                                                            | 開催年月日     |
| ○    | 椿原龍矢                          | 3R終了 判定2-1                    | K-1 WORLD GP 2024 in Osaka                                                        | 2024年10月5日  |
| ○    | 桝本翔也                          | 1R 2:48 TKO（レフェリーストップ） | Krush 162                                                                         | 2024年6月22日  |
| ×    | 栗秋祥梧                          | 1R 1:46 KO（左フック）            | KNOCK OUT 2023 vol.4                                                              | 2023年9月16日  |
| ×    | 森坂陸                            | 3R終了 判定0-3                    | Krush.147 【Krushフェザー級タイトルマッチ】                                       | 2023年3月25日  |
| ×    | 斗麗                              | 3R終了 判定0-3                    | K-1 WORLD GP 2022 JAPAN ～初代バンタム級王座決定トーナメント～                    | 2022年12月3日  |
| ×    | 軍司泰斗                          | 1R 3:00 KO(パンチ連打)            | K-1 WORLD GP 2022 JAPAN ～K-1フェザー級世界最強決定トーナメント～                 | 2022年8月11日  |
| ○    | ジャオスアヤイ・ソー.デッチャパン | 2R 1:03 KO (パンチ連打)           | K-1 WORLD GP 2022 JAPAN ～K-1フェザー級世界最強決定トーナメント～                 | 2022年8月11日  |
| ○    | 新美貴士                          | 3R終了 判定3-0                    | Krush.137 【Krushフェザー級タイトルマッチ】                                       | 2022年5月21日  |
| ○    | 小澤海斗                          | 3R終了 判定3-0                    | K-1 WORLD GP 2022 JAPAN ～第3代スーパー・バンタム級決定トーナメント～             | 2022年2月27日  |
| ○    | 才賀紀左衛門                      | 1R 1:07 KO(右ストレート)          | K-1 WORLD GP 2021 JAPAN～スーパー・ウェルター級＆フェザー級ダブルタイトルマッチ～ | 2021年12月4日  |
| ×    | 椿原龍矢                          | 3R終了 判定0-3                    | K-1 WORLD GP 2021 JAPAN～K-1バンタム級日本最強決定トーナメント～                  | 2021年5月30日  |
| ○    | 鷹大                              | 3R終了 判定3-0                    | K-1 WORLD GP 2021 JAPAN ～K’FESTA.4 Day.2～                                       | 2021年3月28日  |
| ×    | 新美貴士                          | 3R終了 判定0-3                    | Krush.119 【Krushフェザー級王座決定トーナメント準決勝】                           | 2020年11月27日 |
| ○    | 秀樹                              | 3R 0:40 KO (右ストレート)         | Krush.117 【Krushフェザー級王座決定トーナメント1回戦】                            | 2020年9月26日  |
| ×    | 軍司泰斗                          | 3R終了 判定0-3                    | Krush.106                                                                         | 2019年10月13日 |
| ×    | 武居由樹                          | 1R 1:46 KO (フック)               | K-1 WORLD GP 2019 JAPAN ～K-1スーパー・バンタム級世界最強決定トーナメント～       | 2019年6月30日  |
| ○    | サデック・ハシミ                  | 3R 2:50 KO (右ストレート)         | K-1 WORLD GP 2019 JAPAN ～K-1スーパー・バンタム級世界最強決定トーナメント～       | 2019年6月30日  |
| ×    | 金子晃大                          | 3R終了+延長判定1R 判定0-3         | K-1 WORLD GP 2019 JAPAN ～K’FESTA.2～                                             | 2019年3月10日  |
| ー   | 林勇汰                            | ノーコンテスト                    | K-1 WORLD GP 2018 JAPAN～K-1ライト級世界最強決定トーナメント～                    | 2018年12月8日  |
| ○    | 山脇魁斗                          | 3R終了 判定3-0                    | Krush.92 ～in NAGOYA～                                                            | 2018年8月18日  |
| ○    | 小倉尚也                          | 3R終了 判定2-0                    | Krush.89                                                                          | 2018年6月30日  |
| ×    | 髙橋遼                            | 3R終了 判定0-3                    | NJKF 2017 west 4th                                                                | 2017年11月12日 |
| ○    | コンバンノー・エスジム            | 2R 2:07 KO（パンチ連打）          | NJKF 2017 3rd                                                                     | 2017年9月24日  |

## 獲得タイトル
- NJKFバンタム級王座（2017年）
- 第6代Krushフェザー級王座（2022年）